# Sphaerodactylus thompsoni
Sphaerodactylus thompsoni — вид геконоподібних ящірок родини Sphaerodactylidae. Мешкає в Гаїті і Домініканській Республіці.

## Опис
Довжина геконів Sphaerodactylus thompsoni (без врахування хвоста) становить 33 мм.

## Поширення і екологія
Sphaerodactylus thompsoni мешкають на півострові Бараона на крайньому півдні острова Гаїті та на сусідньому острові Беата. Вони живуть в сухих тропічних лісах, що ростуть серед вапнякових скель, в сухих агавових, акацієвих і кактусових заростях, серед опалого листя. Зустрічаються на висоті до 60 м над рівнем моря. Відкладають яйця.

## Збереження
МСОП класифікує цей вид як такий, що перебуває під загрозою зникнення. Sphaerodactylus thompsoni загрожує знищення природного середовища. 